# Julia Lee Niebergall
Julia Lee Niebergall (* 15. Februar 1886 in Indianapolis; † 19. Oktober 1968 ebenda) war eine Pianistin und Komponistin des Ragtime. 

## Leben und Wirken
Niebergall, die aus einer musikalischen Familie stammte (ihr Vater spielte gelegentlich als Kontrabassist beim Philharmonischen Orchester von Indianapolis), lernte bereits als Kind Klavier. 1905 veröffentlichte sie eine erste Komposition Clothilda; einige Rags folgten zwischen 1907 und 1912.  Um 1908 lernte sie May Aufderheide kennen, der sie beim Aufschreiben ihrer Kompositionen behilflich war. Um 1910 trat Niebergall als Klavierkomikerin auf, unter anderem im örtlichen Vaudeville. Auch war sie als Musiklehrerin an der Manual High School und als Stummfilmpianistin aktiv. 1921 heiratete sie, wurde aber bald darauf wieder geschieden. In späteren Jahren arbeitete sie als Musikpädagogin. 
Christel Nies zufolge stehen Niebergalls Rags denen männlicher Komponisten hinsichtlich Originalität nicht nach und zeichnen sich durch ihr Pendeln zwischen Überschwang und Melancholie aus. In den letzten Jahren sind ihre Titel immer wieder aufgeführt worden, in Deutschland beispielsweise in Gesprächskonzerten von Marcus Schwarz mit Sabine Wackernagel unter dem Motto „Red Peppers – Die Ragtimefrauen“,

## Werke
- Clothilda (Marsch, 1905)

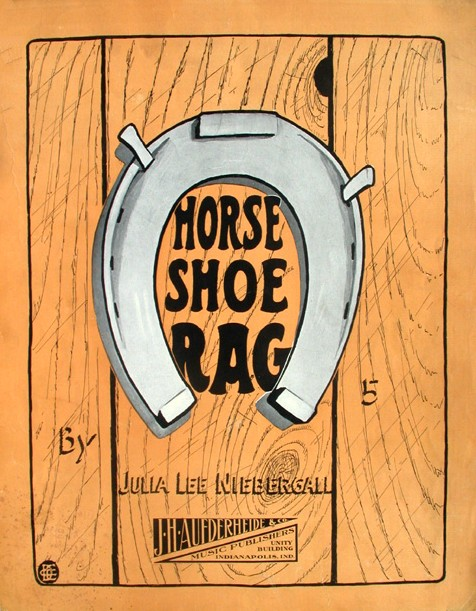
Titelseite der Notenausgabe zum Horse Shoe Rag (1911)

- Hoosier Rag (Marsch/Two Step, 1907)
- Bryan Cocktail (Mit N.S. Carter)
- When Twilight is Falling (Song, 1909)
- Horse Shoe Rag (Rag, 1911)
- Red Rambler Rag (Rag, 1912)